# Emmanuel Chaunu
Pour les articles homonymes, voir Chaunu.
Emmanuel Chaunu, né le 7 décembre 1966 à Caen, est caricaturiste et dessinateur de presse français ainsi que comédien.

## Biographie
Né en 1966 à Caen, il est le fils d'Huguette et Pierre Chaunu.
Il croque l’actualité depuis 1986 pour de nombreux titres de la presse nationale.
Chaque jour[Quand ?], il dessine pour Ouest France et L’Union de Reims, touchant ainsi plus d’un million de lecteurs. Il publie également ses dessins, chaque semaine pour des journaux normands et ses dessins sont également repris dans d'autres journaux sur le territoire français.
Il croque la vie politique en direct à la télévision quotidiennement, pour France 3 Normandie.
Chaunu est chroniqueur sur le canapé rouge de Michel Drucker dans Vivement Dimanche.
Chaunu est également comédien et humoriste. Il se produit régulièrement sur scène dans un spectacle qui allie dessin en direct et actualité. 
Il met chaque année sa plume au service des droits de l’homme, en illustrant le Concours international de plaidoiries du Mémorial de Caen.
Il est le co-créateur et l’illustrateur de la collection « 50 surprises… » aux éditions Gründ.
On retrouve aussi ses dessins de presse dans « L’Histoire de France pour les nuls » et « La littérature française pour les nuls », publiés aux éditions First.
En mai 2019, il fait son entrée aux Grosses Têtes sur RTL.

## Expositions et rendez-vous
- 2010  : Dessin en direct avec l'association des culturistes sous forme de performance pour le procès de Claude Monet lors de l'exposition au Grand Palais à Paris
- 2011-2012 : « Illustres Normands » Conseil Régional de Basse-Normandie
- 2012 : Exposition itinérante en Palestine sur les Droits de l’Homme en Occident
- 2013  : Dessin en direct avec l'association des culturistes sous forme de performance pour le procès de Edward Hopper lors de l'exposition au Grand-Palais à Paris
- 2013 : Faites entrer les droits de l'homme au Mémorial de Caen jusqu'au 31 décembre 2013
- 2013 : nouvelle édition de l'histoire de France pour les nuls (avec Jean-Joseph Julaud)
- 2016 : expo : THV du havre du 5 mars au 2 avril
- 2022 : expo itinérante : « La Normandie, une histoire européenne »" à Bruxelles et dans toute la Normandie. Une exposition de 25 dessins, initiée par Stéphanie Yon Courtin Députée Européenne

### Livres historiques
- D-Day Histoires mémorables du Débarquement et de la bataille de Normandie. Ecrit par Jean-Baptiste Pattier et illustré par Emmanuel Chaunu (2019), Ed Armand Colin
- Les Animaux Héros de l'Histoire. Ecrit par Jean-Baptiste Pattier et illustré par Emmanuel Chaunu (2023), Ed Armand Colin

### Dessins politiques
- Un rocard sinon rien, éditions Cénomane, 1989
- Mikhaïl, Nicolae, Elena, Saddam, François et les autres, Ed. la Table ronde, 1990
- Un chameau pour deux, Ed. Cenomane, 1992
- Le routard politique, Saecno, 1995
- Une époque vachement folle, Mait’Jacques, 1996
- Le retour, Ed. Saecno Maît’Jacques, 1997
- Cocorico and co, Saecno Maît’Jacques, 1998
- Millen’air de rien, Ed. Saecno Maît’Jacques, 1999
- Raffy mon ami, Ed. Citedis, 2000
- Ça se corse, Ed. Citedis, 2000
- Du rififi sous les tchadris, Ed. Citedis, 2001
- Vive la castagne, Mait’Jacques
- Ta mère et moi on en a jusque là, Ed. Melchior, 2006
- Comment faire rire un Vosgien, Ed. Citedis, 2003
- Comment faire rire un Normand, Ed. Citedis, 1999
- Comment faire rire un Parisien, Ed. Citedis, 1999
- Vivement la croissance, Ed. Gründ, 2009
- Même pas mal, Ed. Gründ, 2010
- Histoires extraordinaires de chats et autres animaux, First, 2015
- Les Fables de la Fontaine, First, 2016
- 68 dessins sur 68, France-Empire, 2018

### Jeunesse
- Noé et le dauphin (2001), Ed. Gründ
- Noé et le lion (2001), Ed. Gründ
- 50 surprises à la ferme (2004), Ed. Gründ
- 50 surprises au zoo (2005), Ed. Gründ
- 50 surprises au château fort (2006), Ed. Gründ
- 50 surprises au pays des fées (2006), Ed. Gründ
- 50 surprises au pays des dragons (2007), Ed. Gründ
- 50 surprises au pays des pirates (2008), Ed. Gründ
- 50 surprises au pays d'Ulysse (2009), Ed. Gründ
- 50 surprises au pays des pharaons (2009), Ed. Gründ
- 50 surprises au pays des dinosaures (2010), Ed. Gründ
- 50 surprises au pays des contes (2010), Ed. Gründ
- 50 surprises à la poursuite du Vampire (2010), Ed. Gründ
- Chien riche, chien pauvre (2006), Ed. Rageot
- La grande évasion des cochons (2006), Ed. Rageot
- L’amour c’est tout bête (2007), Ed. Rageot
- 50 surprises chez les pompiers (04/2011) Ed. Gründ
- 50 surprises au pays du père Noël (10/2011) Ed. Gründ
- 50 surprises au cirque (11/2011) Ed. Gründ
- 50 surprises au pays des chevaux (2012) Ed. Gründ
- 50 surprises au temps des mammouths (2012) Ed. Gründ
- 50 surprises microcosme parmi les insectes (04/2012) Ed. Gründ
- 50 surprises sous la mer (06/2012) Ed. Gründ

## Récompenses
Emmanuel Chaunu a reçu le Crayon de porcelaine au Salon international du dessin de presse et d'humour de Saint-Just-le-Martel en 1993[réf. nécessaire].
En juin 2021, il reçoit le prix "coup de cœur du jury" par le Club des juristes, un cercle de réflexion juridique, et le cabinet d’avocats August Debouzy[réf. nécessaire].